# Heinkel He 162
Heinkel He 162 Volksjäger (tiếng Đức, "Chiến binh của nhân dân") là một mẫu máy bay tiêm kích trang bị một động cơ phản lực của Đức Quốc Xã, được không quân Đức Quốc Xã (Luftwaffe) sử dụng trong Chiến tranh thế giới thứ hai. Nó được thiết kế và chế tạo rất nhanh, và được làm chủ yếu từ gỗ do nguồn cung kim loại hạn chế và kim loại được ưu tiên sử dụng cho các máy bay khác, tuy vậy He 162 lại là loại máy bay nhanh nhất trong các loại máy bay phản lực thế hệ thứ nhất của phe Trục và đồng minh. Volksjäger là tên chính thức của Bộ Hàng không Đế chế Đức cho He 162, ngoài ra nó còn có tên gọi khác là Salamander, đây là tên mã của chương trình chế tạo, và Spatz, đây là tên do hãng Heinkel đặt.

## Phát triển
Khi Không lực 8 của Mỹ mở lại các chiến dịch ném bom nước Đức vào đầu năm 1944 với cuộc tấn công Big Week, các máy bay ném bom được hộ tống bởi loại tiêm kích tầm xa P-51 Mustang. Điều này đã thay đổi cục diện chiến tranh trên không. Vào đầu cuộc chiến, các đơn vị máy bay tiêm kích Đức có thể tự do tấn công các máy bay ném bom của quân Đồng minh, và Luftwaffe (không quân Đức) đã cải tiến khả năng tấn công của máy bay chiến đấu trong các phi đội của mình, máy bay được trang bị các pháo hạng nặng và lớp giáp ngoài dày hơn, nhưng chúng cũng làm giảm khả năng tác chiến linh hoạt của máy bay, và khi các máy bay tiêm kích của Mỹ xuất hiện thì các máy bay tiêm kích của Đức đã bị mất ưu thế nghiêm trọng.

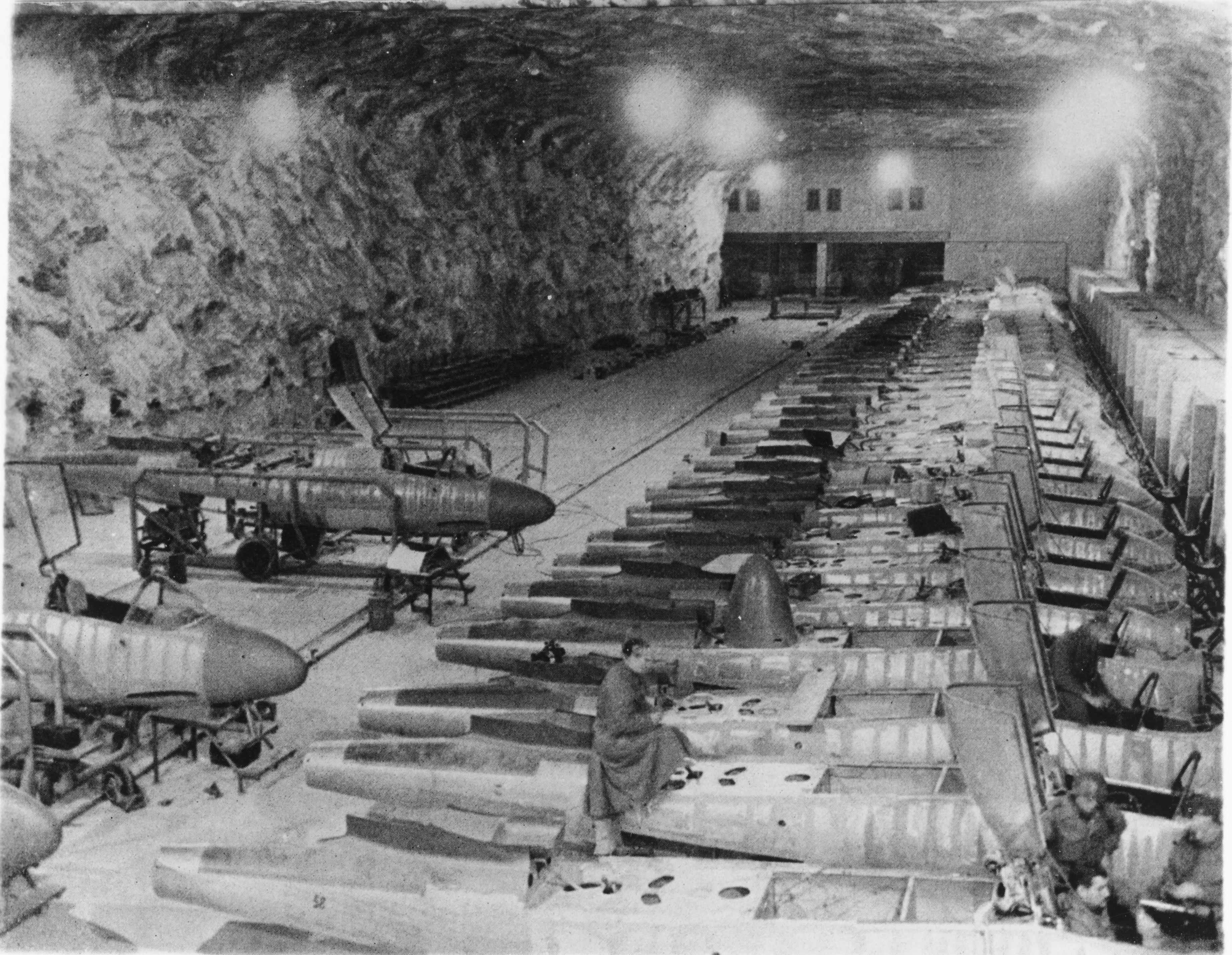
Xưởng sản xuất ngầm tại Hinterbrühl khi bị chiếm vào tháng 4 năm 1945

Cuối tháng 4, xương sống của Jagdwaffe (lực lượng tiêm kích) đã bị bẻ gãy, nhiều phi công Át đã bị giết. Trong khi đó lực lượng thay thế lại đến chậm, điều này dẫn đến Luftwaffe không thể đẩy mạnh tác chiến trên không vào mùa hè năm 1944. Với lực lượng tiêm kích ít ỏi đó không thể chống chọi lại lực lượng của Mỹ, các máy bay tiêm kích của Mỹ dễ dàng tấn công các sân bay, đường sắt và đường giao thông của Đức. Hậu cần sớm trở thành một vấn đề nghiêm trọng đối với Luftwaffe, việc bảo trì máy bay trong điều kiện chiến đấu gần như là không thể, và để có đủ nhiên liệu cho việc hoàn thành một nhiệm vụ cũng trở nên rất khó khăn.
Điều này đặt ra một vấn đề to lớn cho Luftwaffe. Hai nhóm nghiên cứu đã được nhanh chóng tập hợp, với yêu cầu chế tạo ngay lập tức một số lượng lớn máy bay tiêm kích phản lực.
Một nhóm do General der Jäger (tướng tiêm kích) Adolf Galland, đưa ra lập luận rằng số lượng lớn tương phản với công nghệ cao, và đưa ra yêu cầu rằng tất cả mọi nỗ lực đều phải áp dụng để tăng sản lượng của Messerschmitt Me 262, thậm chí nếu phải giảm sản lượng của các loại máy bay khác trong lúc đó.
Nhóm thứ hai chỉ ra rằng điều này sẽ không giải quyết được vấn đề; Me 262 có động cơ Junkers Jumo 004 và bộ bánh đáp không tin cậy, và các vấn đề hậu cần hiện tại sẽ ngày một trở nên nghiêm trọng hơn khi có nhiều chiếc Me 262. Do đó, họ đề xuất chế tạo một thiết kế mới, nó sẽ có giá thành rẻ hơn.
Galland và các sĩ quan cao cấp khác của Luftwaffe đã bày tỏ sự phản đối kịch liệt đối với ý tưởng máy bay tiêm kích của nhóm thứ hai, trong khi Reichsmarschall Hermann Göring và Bộ trưởng lực lượng vũ trang Albert Speer hoàn toàn ủng hộ ý tưởng trên. Göring và Speer có cách của họ, và một hợp đồng đấu thầu về một máy bay tiêm kích trang bị một động cơ phản lực có giá rẻ và sản xuất hàng loạt nhanh chóng đã được thiết lập dưới tên gọi Volksjäger ("Chiến binh của nhân dân").

### Volksjäger
Yêu cầu chính thức của RLM về Volksjäger được đưa ra, đó là một máy bay tiêm kích một chỗ, trang bị một động cơ BMW 003. Cấu trúc chính sẽ sử dụng các bộ phận rẻ tiền và đơn giản làm từ gỗ và các vật liệu không phải là vật liệu chiến lược. Và quan trọng hơn cả, nó có thể được lắp ráp bởi các công nhân có tay nghề bình thường hoặc không có kỹ năng. Thông số kỹ thuật gồm trọng lượng không hơn 2.000 kg (4,410 lb), trong khi hầu hết các máy bay tiêm kích cùng thời kỳ có trọng lượng gấp đôi. Vận tốc cực đại phải đạt 750 km/h (470 mph), thời gian hoạt động trong ít nhất là nửa giờ, và quãng đường cất cánh không dài hơn 500 m (1,640 ft). Vũ khi trang bị là hai khẩu pháo MG 151/20 20 mm với 100 viên đạn, hoặc 2 khẩu pháo MK 108 30 mm (1.18 in) với 50 viên đạn. Volksjäger cần phải dễ điều khiển. Một số đề xuất cho rằng các học viên phi công, cũng như phi công tàu lượn nên được phép lái máy bay phản lực trong chiến đấu, và thực tế Volksjagerprogramm có đủ số lượng phi công nhờ vào số phi công nói trên.
Yêu cầu về mẫu máy bay này được đưa ra vào 10 tháng 9 năm 1944, các thiết kế cơ bản phải được gửi lại trong vòng 10 ngày và bắt đầu sản xuất số lượng lớn vào ngày 1 tháng 1 năm 1945. Vì người chiến thắng của cuộc thi thiết kế máy bay tiêm kích hạng nhẹ mới sẽ được chế tạo với số lượng lớn, gần như tất cả các hãng sản xuất máy bay của Đức đều bày tỏ quan tâm tới dự án. Tuy nhiên, Heinkel đã từng làm việc với một loạt "các dự án giấy tờ" về các máy bay tiêm kích một động cơ hạng nhẹ trong năm trước dưới tên định danh P.1073, hầu hết công việc thiết kế đã được giáo sư Benz hoàn thành, và xa hơn là đã chế tạo và thử nghiệm được vài mẫu cũng như vài thử nghiệm trong hầm gió. Dù một số thiết kế cạnh tranh có kỹ thuật cao hơn (đặc biệt là của hãng Blohm + Voss), tuy nhiên với những thuận lợi ban đầu của mình, Heinkel chẳng khó khăn lắm để có được kết quả như đã dự tính trước. Các kết quả của cuộc cạnh tranh được công bố vào tháng 10 năm 1944, chỉ ba tuần sau khi được công bố, không ai ngạc nhiên về việc Heinkel đã được lựa chọn là người thắng cuộc. Để đánh lạc hướng tình báo của quân đồng minh, RLM chọn dùng lại tên mã định danh 8-162 (trước đây là mã định danh của một loại máy bay ném bom của Messerschmitt) thay vì dùng tên định danh khác là He 500.

## Thiết kế

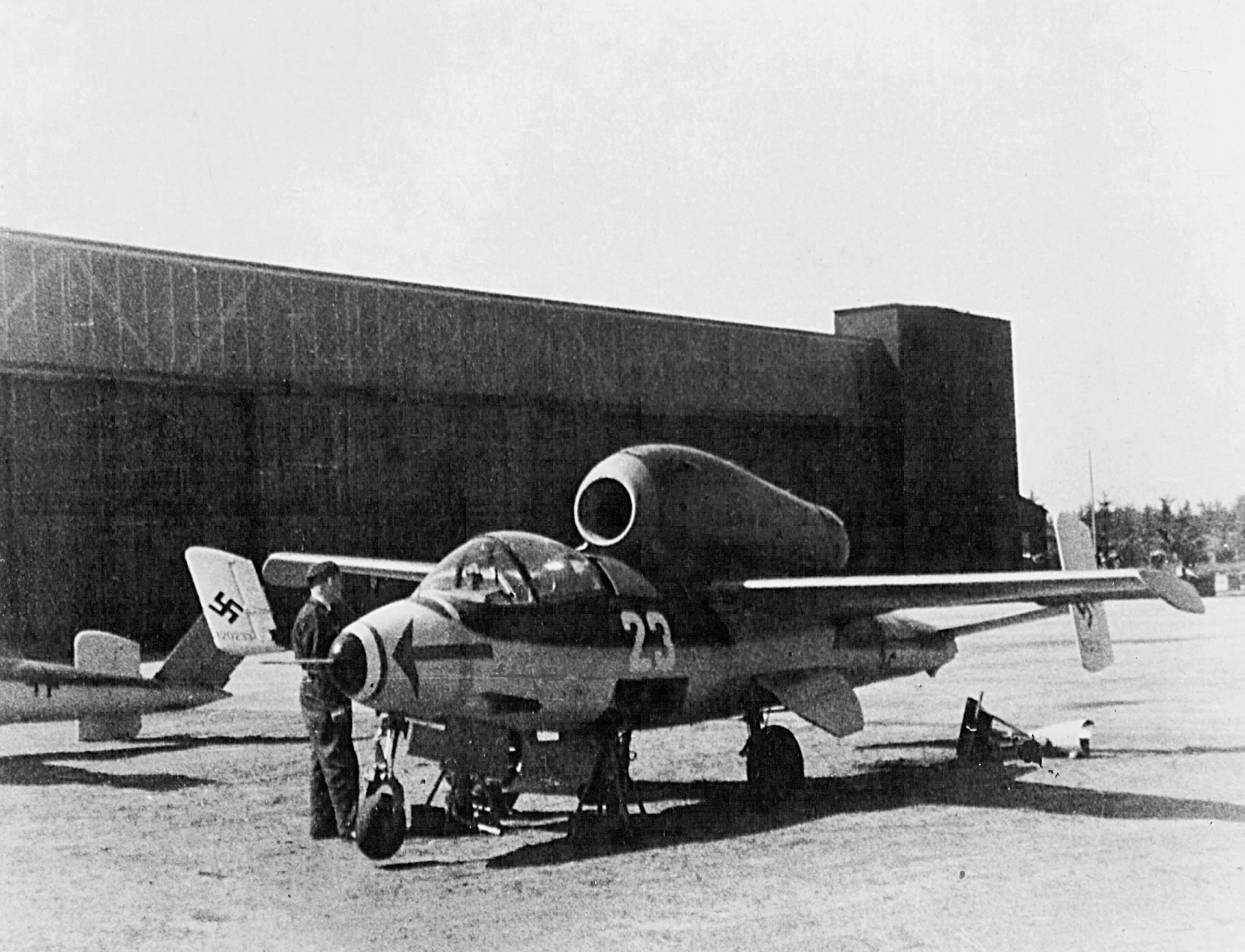
He 162 bị thu giữ tại Pháp

Heinkel đã thiết kế một máy bay nhỏ, với một thân máy bay thuôn. Động cơ phản lực luồng trục BMW 003 được gắn vỏ bọc và đặt ở trên thân ngay phía sau buồn lái. Cánh đuôi được gắn thêm hai tấm tứ giác, cánh chính được đặt cao, máy bay có ghế phóng cho phi công. Càng bánh có thể thu vào trong thân. Nguyên mẫu bay trong một thời gian ngắn đáng ngạc nhiên: thiết kế được chọn vào 25 tháng 9 và chuyến bay đầu tiên diễn ra vào 6 tháng 12, chỉ sau 90 ngày. Nguyễn mẫu vẫn được chế tạo dù nhà máy ở Wuppertal chuyên sản xuất keo gỗ dán Tego film — được dùng đa số trong các thiết kế hàng không của Đức vào cuối chiến tranh, như vậy có nghĩa là máy bay được làm từ gỗ — đã bị ném bom bởi Không quân Hoàng gia và một sự thay thế khác đã được thực hiện nhanh chóng.
Chuyến bay đầu tiên của He 162 V1, do phi công Flugkapitän Gotthard Peter điều khiển đã khá thành công, nhưng trong khi bay ở tốc độ cao 840 km/h (520 mph), keo dán thay thế có đặc tính axit cao đã không giữ được các bộ phận ở mũi và phi công đã buộc phải tiếp đất. Các vấn đề khác cũng được ghi nhận, đặc biệt là sự bất ổn định khi máy bay liệng và các vấn đề về trượt do thiết kế bánh lái. Chuyến bay thứ hai diễn ra vào ngày 10 tháng 12, vẫn do Peter điều khiển, chuyến bay này có mặt các quan chức quốc xã, keo dán một lần nữa lại gây ra hư hỏng. Keo dán không giữ được khiến cánh nhỏ của máy bay rời ra, làm máy bay quay tròn và đâm xuống đất, giết chết Peter.
Một cuộc điều tra về sự thất bại của chuyến bay đã cho thấy cấu trúc cánh phải được làm lại và một số bộ phận phải thiết kế lại, như các liên kết keo cần thiết cho các bộ phận gỗ trong nhiều trường hợp bị lỗi. Tuy nhiên, tiến độ thử nghiệm chặt chẽ đã buộc phải tiếp tục thử nghiệm trê mẫu thiết kế hiện tại lúc đó. Tốc độ được giới hạn xuống 500 km/h (310 mph) khi nguyên mẫu thứ hai bay vào ngày 22 tháng 12. Lần nay, vấn đề ổn định đã xảy ra nghiêm trọng hơn, và các kỹ sư đã nhanh chóng tìm ra giải pháp khắc phục, bằng cách giảm tiết diện nhị diện. Tuy nhiên, với các máy bay được sản xuất trong vòng hai tuần, không có thời gian để thay đổi thiết kế. Một số thay đổi nhỏ đã được thực hiện thay thế, bao gồm cả việc thêm vật nặng ở mũi máy bay để trọng tâm chuyển về phía trước, từ đó tăng diện tích của cánh đuôi.
Các nguyên mẫu thứ 3 và 4 có tên mã là He 162 M3 và M4, do sử dụng chữ "M" viết tắt của từ "Muster" (kiểu mẫu) thay cho chữ "V" là "Versuchs" (thử nghiệm). M3 và M4 sau khi được gia cố cánh, đã bay vào giữa tháng 1 năm 1945. Các phiên bản này có đầu cánh nhỏ gập xuống làm bằng nhôm, đây là thiết kế của Alexander Lippisch và được người Đức gọi là Lippisch-Ohren ("Lippisch Ears"), nó là một nỗ lực để khắc phục các vấn đề về ổn định thông qua việc giảm tiết diện nhị diện. Cả hai đều được trang bị pháo 30 mm (1.18 in) MK 108 như trong biến thế chống máy bay ném bom He 162 A-1; trong thử nghiệm, độ giật của các khẩu pháo quá nhiều gây ảnh hưởng đến khung máy bay, và các kế hoạch sản xuất máy bay quay sang thiết kế mẫu tiêm kích A-2 với 2 khẩu pháo 20 mm MG 151/20 để thay thế khẩu pháo cũ, trong khi đó vẫn thiết kế lại mẫu cũ để gia cố khung máy bay và đặt tên là A-3. Việc chuyển sang trang bị pháo 20 mm được thực hiện vì các loại vũ khí cỡ nòng nhỏ hơn sẽ mang được nhiều đạn hơn.
He 162 được thiết kế với ý định ban đầu là trang bị cho lực lượng thanh niên Hitler, vì Luftwaffe đã mất quá nhiều phi công. Tuy nhiên, máy bay quá phức tạp đối với bất kỳ một phi công giàu kinh nghiệm nào. Một phiên bản tàu lượn hai chỗ không trang bị động cơ được định danh là He 162S (Schulen), đã được phát triển cho mục đích huấn luyện. Chỉ có một số nhỏ được chế tạo, và thậm chí chỉ vài chiếc được trang bị cho một đơn vị huấn luyện duy nhất để hoạt động (tháng 3 năm 1945) tại căn cứ không quân ở Sagan. Các đơn vị đang trong quá trình hình thành khi chiến tranh kết thúc, đã không có phi công nào được huấn luyện, và người ta nghi ngờ rằng nhiều hơn một hoặc hai chiếc He 162S có thể từng cất cánh.
Các thay đổi khác đã làm tăng trọng lượng máy bay lên 2,000 kg (4,410 lb), nhưng ngay cả ở 2,800 kg (6,170 lb), máy bay vẫn là một trong những máy bay nhanh nhất trên không với vận tốc cực đại đạt 790 km/h ở độ cao trên mực nước biển và 839 km/h trên 6000 mét, nhưng có thể đạt 890 km/h (550 mph) ở độ cao trên mực nước biển và 905 km/h (562 mph) trên 6,000 m (19,690 ft) nếu sử dụng lực đẩy phụ trợ trong thời gian ngắn.
He 162 có các nhà máy chế tạo tại Salzburg, Hinterbrühl và Mittelwerk.

## Lịch sử hoạt động
Vào tháng 1 năm 1945, Luftwaffe thành lập đơn vị đánh giá thử nghiệm Erprobungskommando 162 được trang bị 46 máy bay. Đơn vị này đóng quân tại trung tâm thử nghiệm của Luftwaffe tại Rechlin, có thể do Heinz Bär chỉ huy. Heinz Bär là một phi công chiến đấu dày dạn kinh nghiệm với hơn 200 lần bắn rơi máy bay đối phương, trong đó có 16 lần khi lái chiếc Me 262, Bär là chỉ huy của đơn vị huấn luyện sẵn sàng chiến đấu III./Ergänzungs-Jagdgeschwader 2 (EJG 2). Tuy nhiên, các tài liệu cá nhân của Bär không chứng nhận sự có mặt của Bär tại Erprobungskommando 162 hoặc đã từng điều khiển He 162.
Tháng 2-1945, những chiếc He 162 đã được chuyển giao cho đơn vị chiến đấu đầu tiên, I./JG 1 (Không đoàn số 1 của Jagdgeschwader 1 — "Liên đoàn tiêm kích số 1"), trước đó đơn vị này được trang bị máy bay Focke-Wulf Fw 190A. I./JG 1 được chuyển đến Parchim, tại đó cũng là căn cứ cho các máy bay Me 262 thuộc Jagdgeschwader 7, gần nhà máy Heinkel tại "Marienehe" (ngày nay là Rostock-Schmarl, phía tây bắc trung tâm thành phố Rostock). Tại đây các phi công nhận máy bay phản lực mới của mình và bắt đầu đào tạo chuyên sâu vào tháng 3, tất cả diễn ra trong khi mạng lưới vận tải, các nhà máy sản xuất máy bay và việc cung cấp nhiên liệu của Đế chế thứ 3 đã bị sụp đổ dưới sự tấn công của Quân đồng minh. 7 tháng 4, Không quân lục quân Mỹ (USAAF) đã ném bom khu vực Parchim với lực lượng gồm 134 chiếc B-17 Flying Fortress, gây thiệt nghiêm trọng cho cơ sở hạ tầng. Hai ngày sau, I./JG1 chuyển về sân bây gần Ludwigslust và gần một tuần sau đó, chuyển một lần nữa đến sân bay gần Leck, gần biên giới Đan Mạch. 8/4/1945, II./JG1 chuyển đến Marienehe và bắt đầu chuyển loại máy bay từ Fw 190A sang He 162. III./JG1 cũng được lên kế hoạch để chuyển loại sang He 162, nhưng Gruppe giải tán vào ngày 24/4/1945 và nhân lực của nó được chuyển sang các đơn vị khác.
He 162 xuất hiện cuối cùng trong chiến đấu vào giữa tháng 4. 19/4, một phi công chiến đấu của Không quân Hoàng gia (RAF) bị bắt đã khai với viên sĩ quan Đức thẩm vấn rằng anh ta đã bị bắn hạ bởi một máy bay phản lực giống với mô tả của chiếc He 162. Chiếc Heinkel và phi công lái cũng bị bắn hạ bởi một chiếc Hawker Tempest của RAF trong khi đang tìm cách tiếp cận. Dù vẫn đang đào tạo, I./JG 1 đã có những thành tích bắn hạ máy bay của phe đồng minh vào giữa tháng 4, nhưng cũng đã mất 13 chiếc He 162 và 10 phi công. 10 máy bay rơi trong khi bay bởi các lỗi cấu trúc thân bị rơi ra. Chỉ có 2 trong số 13 chiếc bị bắn hạ. Một vấn đề khác của He 162 đó là khả năng chứa nhiên liệu, nhiên liệu nó mang theo chỉ đủ sử dụng trong 30 phút, ít nhất 2 phi công của JG 1 đã bị bắn hạ khi cố gắng hạ cánh khẩn cấp sau khi hết nhiên liệu.

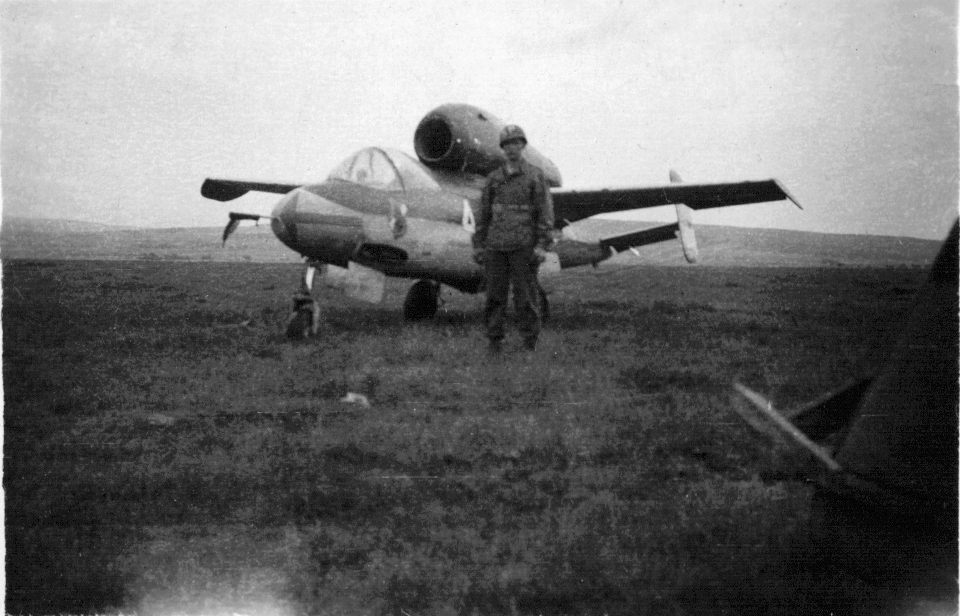
He 162 bị thu giữ

Trong những ngày cuối tháng 4, khi quân đội Xô viết tiến sâu vào nước Đức, II./JG 1 đã được sơ tán khỏi Marienehe, 2/5 thì nó sáp nhập với I./JG 1 tại Leck. 3/5 tất cả các máy bay He 162 còn lại của JG 1 được tái cấu trúc thành hai không đoàn là I. Einsatz và II. Sammel. Tất cả máy bay của JG 1 đều ngừng bay vào 5/5, khi tướng Hans-Georg von Friedeburg ký vào văn kiện đầu hàng của tất cả lực lượng vũ trang Đức tại Hà Lan, tây bắc Đức và Đan Mạch. 6/5, khi người Anh đến sân bay của JG 1, họ đã thu giữ các máy bay He 162, sau đó chúng được chuyển đến Mỹ, Anh, Pháp và Liên Xô để đánh giá thêm. Các máy bay tiêm kích của đơn vị Erprobungskommando 162 đã giải thể và sáp nhập vào JV 44, một đơn vị máy bay phản lực ưu tú dưới sự chỉ huy của Adolf Galland vài tuần trước khi Đức đầu hàng, tất cả máy bay đều bị phá hủy để tránh rơi vào tay quân Đồng minh. Vào thời điểm Đức đầu hàng vô điều kiện 8/5/1945, 120 chiếc He 162 đã được cung cấp cho các đơn vị, thêm 200 chiếc khác đang được hoàn thiện và chờ nghiệm thu hoặc thử nghiệm bay; và khoảng 600 chiếc khác đang trong các giai đoạn sản xuất khác nhau.
Những khó khăn của He 162 gây ra chủ yếu bởi việc đưa vào sản xuất vội vàng, chứ không phải bởi thiết kế của nó Một phi công giàu kinh nghiệm của Luftwaffe đã từng lái nó gọi nó là "máy bay chiến đấu hạng nhất". Ý kiến này được phản ánh bởi Eric "Winkle" Brown thuộc FAA (Không quân Hải quân Anh), người đã bay đánh giá He 162 sau chiến tranh, và lái He 162 làm thú vui sau khi thử nghiệm hoàn thành. Ông coi việc lái nó rất thú vị, mặc dù việc điều khiển nó chỉ phù hợp cho các phi công có kinh nghiệm. Ông đã viết về các chuyến bay trên He 162 trong cuốn Wings of the Luftwaffe, được in lại trong nhiều phương tiện truyền thông trong những năm qua. Brown đã cảnh báo lưu tâm tới đuôi lái do có sự nghi ngờ đó là nguyên nhân dẫn tới vài chuyến bay thất bại. Cảnh báo này đã được Brown chuyển cho phi công của RAF là trung úy R.A.Marks, nhưng dường như nó không được quan tâm đến. Một trong các bộ phận đuôi lái và cánh đuôi thăng bằng đã bị vỡ khi máy bay bắt đầu lộn vòng ở độ cao thấp, tại Triển lãm hàng không Farnborough, khiến máy bay đâm xuống đất giết chết Marks.

## Biến thể
- He 162 A-0 — mẫu tiền sản xuất đầu tiên.
- He 162 A-1 — trang bị 2 × pháo MK 108 30 mm (1.18 in) với 50 viên đạn mỗi khẩu.
- He 162 A-2 — trang bị 2 × pháo MG 151/20 20 mm, 120 viên đạn mỗi khẩu.
- He 162 A-3 — dự định nâng cấp phần mũi để đặt hai khẩu pháo 30 mm MK 108.
- He 162 A-8 — dự định nâng cấp trang bị động cơ Jumo 004D-4 mạnh hơn.
- He 162 B-1 — dự án cho năm 1946, trang bị động cơ phản lực Heinkel-Hirth HeS 011A, khung khỏe hơn để mạng thêm nhiên liệu cũng như tăng kích thước sải cánh. Dự kiến trang bị hai khẩu 30 mm (1.18 in) MK 108.

Khung thân He 162B cũng được sử dụng như khung thân cơ sở của các thiết kế khả thi trang bị một hoặc hai động cơ phản lực xung Argus As 044.
- He 162C — dự định nâng cấp khung thân của seri B, động cơ Heinkel-Hirth HeS 011A, cuối xuôi sau, cánh đuôi đứng chữ V và hai khẩu 30 mm (1.18 in) MK 108.
- He 162D — dự định nâng cấp với cấu hình tương tự như seri C nhưng có cánh xuôi trước.
- He 162E — He 162A trang bị động cơ cải tiến BMW 003R, một động cơ phản lực BMW 003A tích hợp động cơ nhiên liệu lỏng BMW 718 — đặt ngay trên họng xả của động cơ phản lực — để tạo thêm lực đẩy. Ít nhất một nguyên mẫu đã được chế tạo và bay thử nghiệm trong thời gian ngắn.
- He 162S — diều lượn huấn luyện hai chỗ.
- Tachikawa Ki 162 — phiên bản He 162A cấp phép chế tạo cho Nhật.

## Quốc gia sử dụng
Nazi Germany
- Luftwaffe

## Những chiếc He 162 còn sót lại
- Một chiếc He 162 A-2 (Werk Nummer 120227) thuộc JG 1 đang được trưng bày tại Bảo tàng Không quân Hoàng gia London, Hendon, London.
- Một chiếc He 162 A-2 (Werk Nummer 120077) thuộc sở hữu của bảo tàng Planes of Fame và được trưng bày tại Chino, California. Chiếc máy bay này được gửi đến Mỹ năm 1945, sau đó nó có mã định danh là FE-489 (Foreign Equipment 489) và T-2-489.[4]
- Một chiếc He 162 A-2 (Werk Nummer 120230) thuộc 1./JG 1, đang thuộc sở hữu của Bảo tàng hàng không và không gian quốc gia Mỹ.
- Hai chiếc He 162 A-2s (Werk Nummer 120086 và 120076) thuộc Bảo tàng hàng không và không gian Canada.[5]
- Một chiếc He 162 A-1 (Werk Nummer 120235) được trưng bày tại Bảo tàng chiến tranh đế chế tại London.
- Một chiếc He 162 A-2 (Werk Nummer 120015) thuộc III./JG1, đang ở Musée de l'Air et de l'Espacegần Paris, Pháp.
- Một chiếc He 162 đang được cất giữ tại Bảo tàng Smithsonian (Werk Nummer 120222, Air Force number T-2-504).[4]

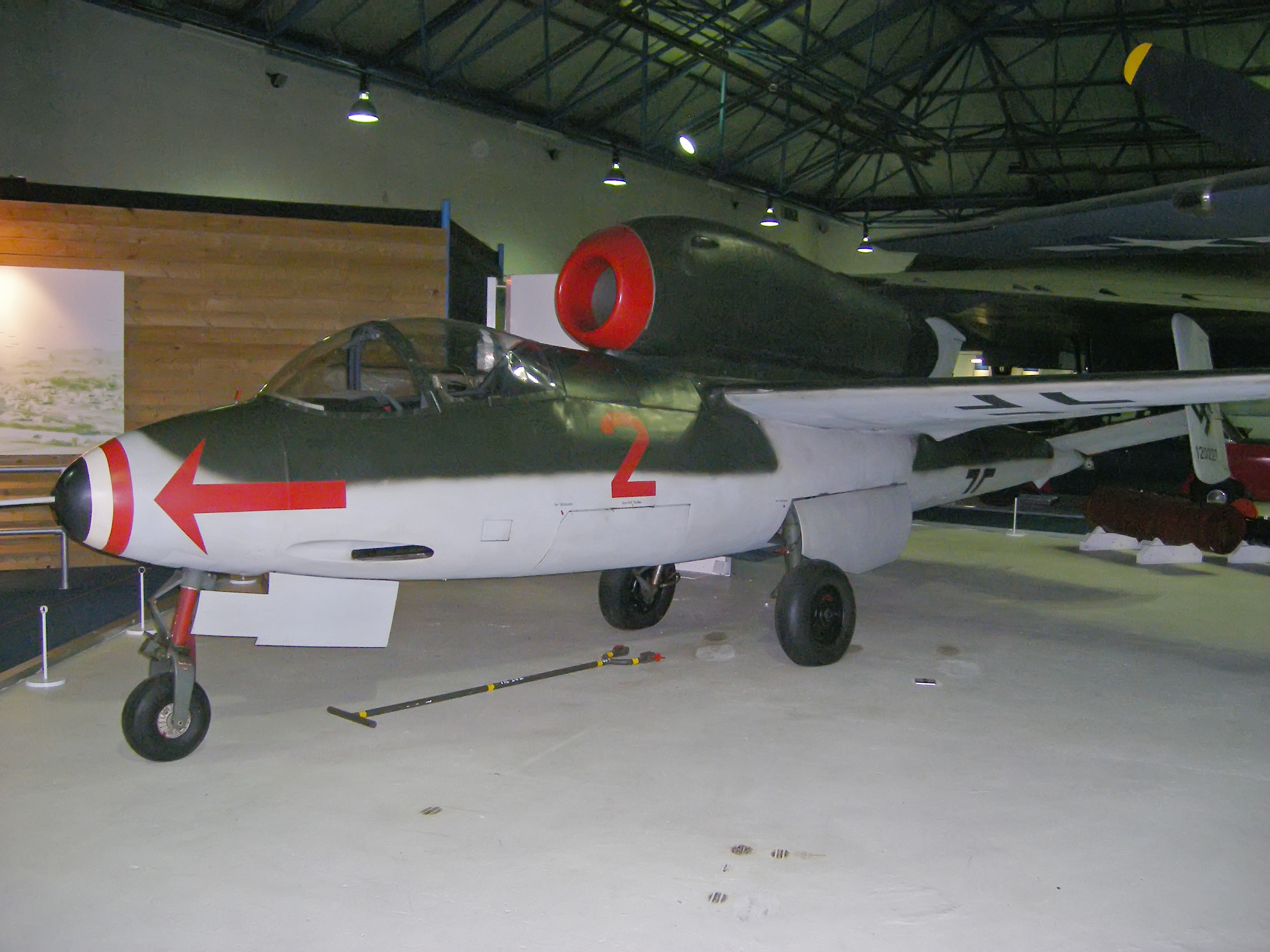
Wk. Nmr. 120227, Bảo tàng Không quân Hoàng gia, London
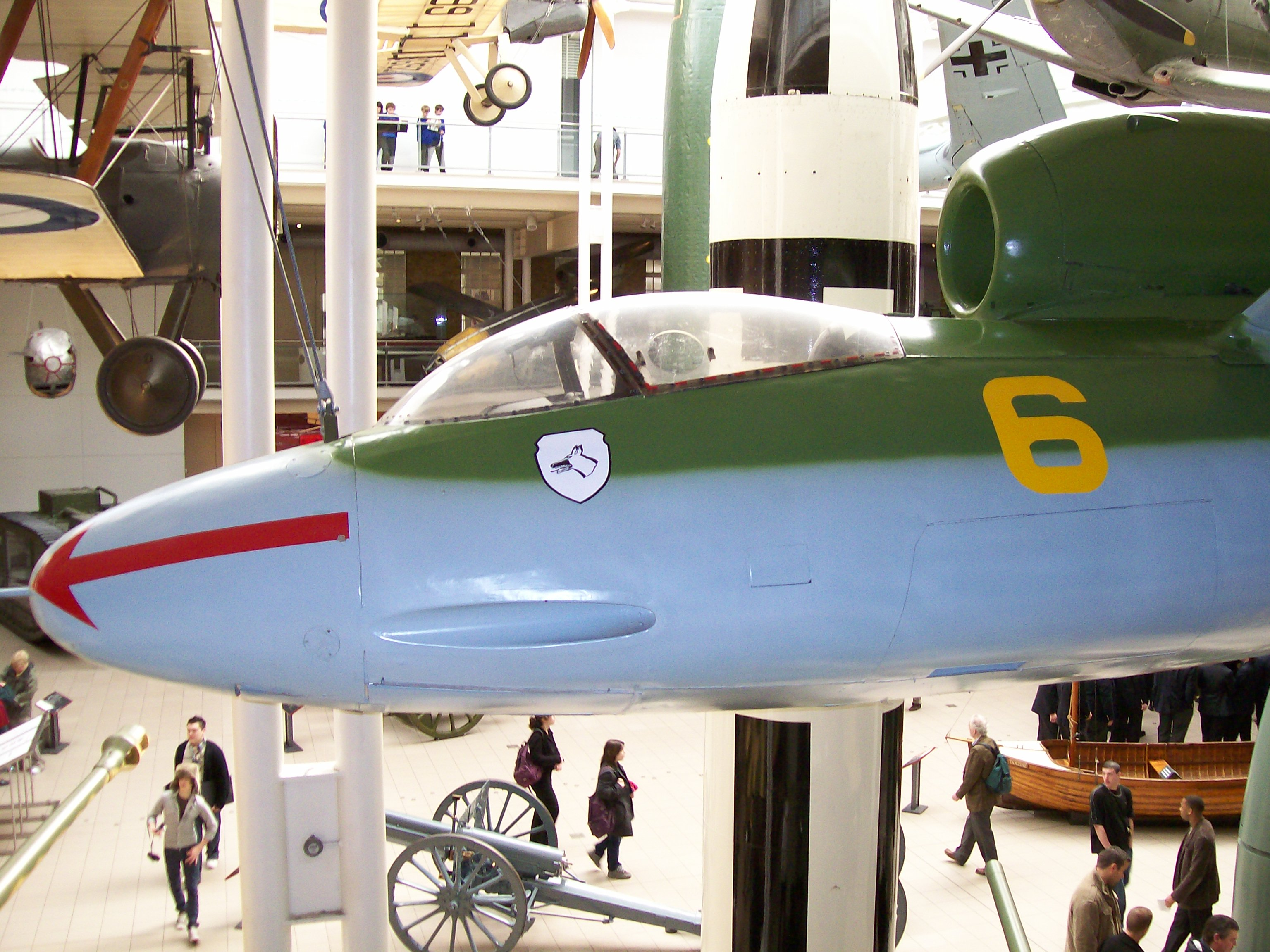
Wk. Nmr. 120235, Bảo tàng Chiến tranh Đế quốc, London

## Thông số kỹ thuật (He 162)

### Đặc điểm riêng
- Tổ lái: 1
- Chiều dài: 9,05 m (29 ft 8 in)
- Sải cánh: 7,2 m (23 ft 7 in)
- Chiều cao: 2,6 m (8 ft 6 in)
- Diện tích cánh: 14,5 m² (156 ft²)
- Trọng lượng rỗng: 1.660 kg (3.660 lb)
- Trọng lượng cất cánh: 2.800 kg (6.180 lb)
- Trọng lượng cất cánh tối đa:
- Động cơ: 1 × BMW 003E-1 hoặc E-2, 7,85 kN (1.760 lbf)

### Hiệu suất bay
- Vận tốc cực đại: 790 km/h ở độ cao trên mực nước biển; 840 km/h trên cao 6000 m; sử dụng lực đẩy phụ đạt 890 km/h ở độ cao trên mực nước biển và 905 km/h trên cao 6000 m. (562 mph)
- Vận tốc hành trình:
- Tầm bay: 975 km (606 hải lý)
- Trần bay: 12.000 m (39.400 ft)
- Vận tốc lên cao: 1.405 m/phút (4.615 ft/phút)
- Lực nâng của cánh:
- Lực đẩy/trọng lượng:

### Vũ khí
- 2 × pháo MG 151 20 mm với 120 viên đạn mỗi khẩu (He 162 A-2) hoặc 2 × MK 108 30 mm pháo với 50 viên đạn mỗi khẩu (He 162 A-0, A-1)

### Máy bay có tính năng tương đương
- Henschel Hs 132
- de Havilland Vampire

### Danh sách xem thêm
- Danh sách máy bay quân sự trong Thế chiến II của Đức
- Danh sách máy bay phản lực trong Thế chiến II
- Danh sách máy bay trong Chiến tranh Thế giới II
- Danh sách máy bay tiêm kích
- Wunderwaffe